# Гагер малий
Га́гер малий (Cyanolyca nanus) — вид горобцеподібних птахів родини воронових (Corvidae). Ендемік Мексики.

## Опис
Малий гагер є найменшим представником родини воронових. його довжина становить 20-23 см, вага 40-42 г. Забарвлення переважно синє, спина має коринювато-сірий відтінок, крила і хвіст темно-сині, нижня сторона хвоста чорна. Лоб і горло світло-сині. На обличчі чорна "маска". Очі червонувато-карі, дзьоб і лапи чорні.

## Поширення і екологія
Малі гагери мешкають в горах на південному сході Мексики, від центрального Веракруса до Пуебли і північної Оахаки (зокрема в горах Сьєрра-Хуарес і Сьєрра-Міштека), а також в долині Тангохо на сході Керетаро і на північному сході Ідальго. Вони живуть у вологих гірських субтропічних лісах, віддають перевагу мішаним сосново-дубово-ялицевим лісам з великою кількістю епіфітів. Зустрічаються поодинці або парами, на висоті від 1400 до 3200 м над рівнем моря, у центрі і на півдні ареалу на висоті понад 1670 м над рівнем моря. Іноді приєднуються до змішаних зграй птахів разом з зебровими різжаками. Живляться комахами.
Малі гагери є моногамними птахами, гніздування у них починається наприкінці березня. Пара птахів будує чашоподібне гніздо, яке робиться з гілок і рослинних волокон. Насиджують самиці, а самці тим часом шукають їжу і охороняють гніздо. За пташенятами доглядають і самиці, і самці. Пташенята покидають гніздо через 3 тижні підля вилуплення, через 10 днів вони приєднуються до зграй разом з іншими молодими птахами.

## Збереження
МСОП класифікує стан збереження цього виду як близький до загрозливого. За оцінками дослідників, популяція малих гагерів становить від 2500 до 10000 дорослих птахів. Їм загрожує знищення природного середовища.